# Lin Huiqing
Lin Huiqing (chiń. 林慧卿; pinyin Lín Huìqīng; ur. 1941) – chińska tenisistka stołowa, pięciokrotna mistrzyni świata. 
Ośmiokrotnie zdobywała medale mistrzostw świata. Życiowy sukces odniosła w 1971 roku w Nagoi zostając trzykrotną mistrzynią świata (indywidualnie, w deblu i mikście) oraz zdobywając srebro w turnieju drużynowym.